# Eliteserien (Dänemark) 1988/89
Die Saison 1988/89 war die vierte Spielzeit der Eliteserien, der höchsten dänischen Eishockeyspielklasse. Meister wurden zum ersten Mal in der Vereinsgeschichte überhaupt der Frederikshavn IK.

## Modus
In der Hauptrunde absolvierte jede der sieben Mannschaften insgesamt 24 Spiele. Die vier bestplatzierten Mannschaften qualifizierten sich für die Playoffs, in denen der Meister ausgespielt wurde. Für einen Sieg erhielt jede Mannschaft zwei Punkte, bei einem Unentschieden gab es einen Punkt und bei einer Niederlage null Punkte.

## Hauptrunde

### Tabelle
|    | Klub                 | Sp | S  | U | N  | T   | GT  | Punkte |
| -- | -------------------- | -- | -- | - | -- | --- | --- | ------ |
| 1. | Frederikshavn IK     | 24 | 14 | 4 | 6  | 110 | 86  | 32     |
| 2. | AaB Ishockey         | 24 | 11 | 6 | 7  | 105 | 84  | 28     |
| 3. | Herning IK           | 24 | 11 | 4 | 9  | 107 | 100 | 26     |
| 4. | Herlev Hornets       | 24 | 10 | 3 | 11 | 91  | 83  | 23     |
| 5. | Esbjerg IK           | 24 | 10 | 3 | 11 | 87  | 90  | 23     |
| 6. | Hellerup IK          | 24 | 7  | 5 | 12 | 79  | 117 | 19     |
| 7. | Rødovre Mighty Bulls | 24 | 7  | 3 | 14 | 81  | 100 | 17     |

Sp = Spiele, S = Siege, U = unentschieden, N = Niederlagen, OTS = Overtime-Siege, OTN = Overtime-Niederlage, SOS = Penalty-Siege, SON = Penalty-Niederlage

## Finalrunde
In den Playoffs setzten sich der Frederikshavn IK durch und wurden Meister.